# Ma vie de babysitter
Ma vie de babysitter (My Life as a Babysitter) une série télévisée américaine produite par Walt Disney et diffusée à  partir du 5 octobre 1990 dans le All New Mickey Mouse Club sur The Disney Channel.
En France, les la série a été diffusés du 7 avril 1991 au 23 juin 1991 dans Disney Parade. Rediffusion du 4 juillet au 24 août 1992 dans le Disney Club samedi sur TF1.

## Synopsis
Nick Cramer, jeune lycéen en terminale, a lancé un défi à Mitch, le garçon le plus populaire du lycée et accessoirement son rival depuis toujours: se faire inviter par Jennifer, la plus belle fille du lycée, à la vice-versa danse.
Le gage pour le perdant est de danser pendant la mi-temps du prochain matche de basket-ball sur le terrain avec juste un tutu. 
Pensant par erreur que Jennifer est attirée par les garçons ayant la fibre familiale, il s'inscrit tout d'abord au cours de soin aux jeunes enfants, avant de finalement décider de devenir baby-sitter d'un jeune garçon à problème. 
Cependant les choses ne se passent pas nécessairement comme Nick l'aurait souhaité.

## Fiche technique
Sauf indication contraire, les informations mentionnées dans cette section peuvent être confirmées par la base de données cinématographiques IMDb,  présente dans la section « Liens externes ».
- Pays d'origine :  États-Unis
- Saisons diffusées : 1
- Créateur : James Howe
- Producteur : William Shippey
- Réalisateur : Matt Casella
- Musique : John Beasley
- Directeur du casting: Matt Casella
- Montage: Art Luciani
- Décours : Douglas Johnson
- Directeur de la photographie : Robert Ebinger
- Accessoiriste: Robert Sissman
- Régisseur général: Dennis Williams
- Société de production: The Walt Disney Company
- Année de création : 1990
- Durée moyenne d'un épisode : 10 minutes
- Format d'image : Format 35 mm
- Son : Monophonique

## Distribution
- Jamie Calvert : Nick Kramer
- Kelli Williams : Kelly
- Shane Meier : Ben
- Sean Patrick Flanery : Mitch Buckley
- Michele Abrams : Jennifer
- Thom Adcox-Hernandez : Auggie Berger
- Lara Lyon : Michelle

## Épisodes
- Épisode un : Le Pari
- Épisode deux : Ma sensibilité
- Épisode trois : Soins aux jeunes enfants
- Épisode quatre : Le Fils de King-Kong
- Épisode cinq: Le plan
- Épisode six: Rendez-vous manqué
- Épisode sept : Fausse alerte
- Épisode huit : Le journal intime
- Épisode neuf : Diner aux chandelles
- Épisode dix : Règlement de comptes
- Épisode onze : Un gigantesque goujat
- Épisode douze : Vice-versa